# Neostylopyga maindroni
Neostylopyga maindroni är en kackerlacksart som först beskrevs av Robert Walter Campbell Shelford 1911.  Neostylopyga maindroni ingår i släktet Neostylopyga och familjen storkackerlackor. Inga underarter finns listade i Catalogue of Life.